# Between the Beautifuls
Between the Beautifuls è un album del cantautore canadese Hawksley Workman, uscito nel 2008.
L'annuncio della pubblicazione avvenne anticipatamente sul sito ufficiale di Workman, con i titoli dei brani.
Il 14 novembre 2007 il programma radiofonico Here and Now della CBC Radio One passò il primo singolo dell'album, Piano Blink.

## Tracce
1. All the Trees Are Hers – 3:33
2. Alone Here (Ballad of Bunches of Things) – 4:26
3. It's Not Me – 3:55
4. No Stillness and No Rain – 3:52
5. Oh You Delicate Heart – 5:05
6. Piano Blink – 3:57
7. Pomegranate Daffodil – 4:19
8. Prettier Face – 3:57
9. September Lily – 3:46
10. The City Is a Drag – 4:36
11. What Would You Say to Me, Lord? – 5:27
12. Piano Blink (Los Manlicious mix) (traccia bonus) – 3:19